# Millennium Link
 (décembre 2014).
Si vous disposez d'ouvrages ou d'articles de référence ou si vous connaissez des sites web de qualité traitant du thème abordé ici, merci de compléter l'article en donnant les références utiles à sa vérifiabilité et en les liant à la section « Notes et références ».

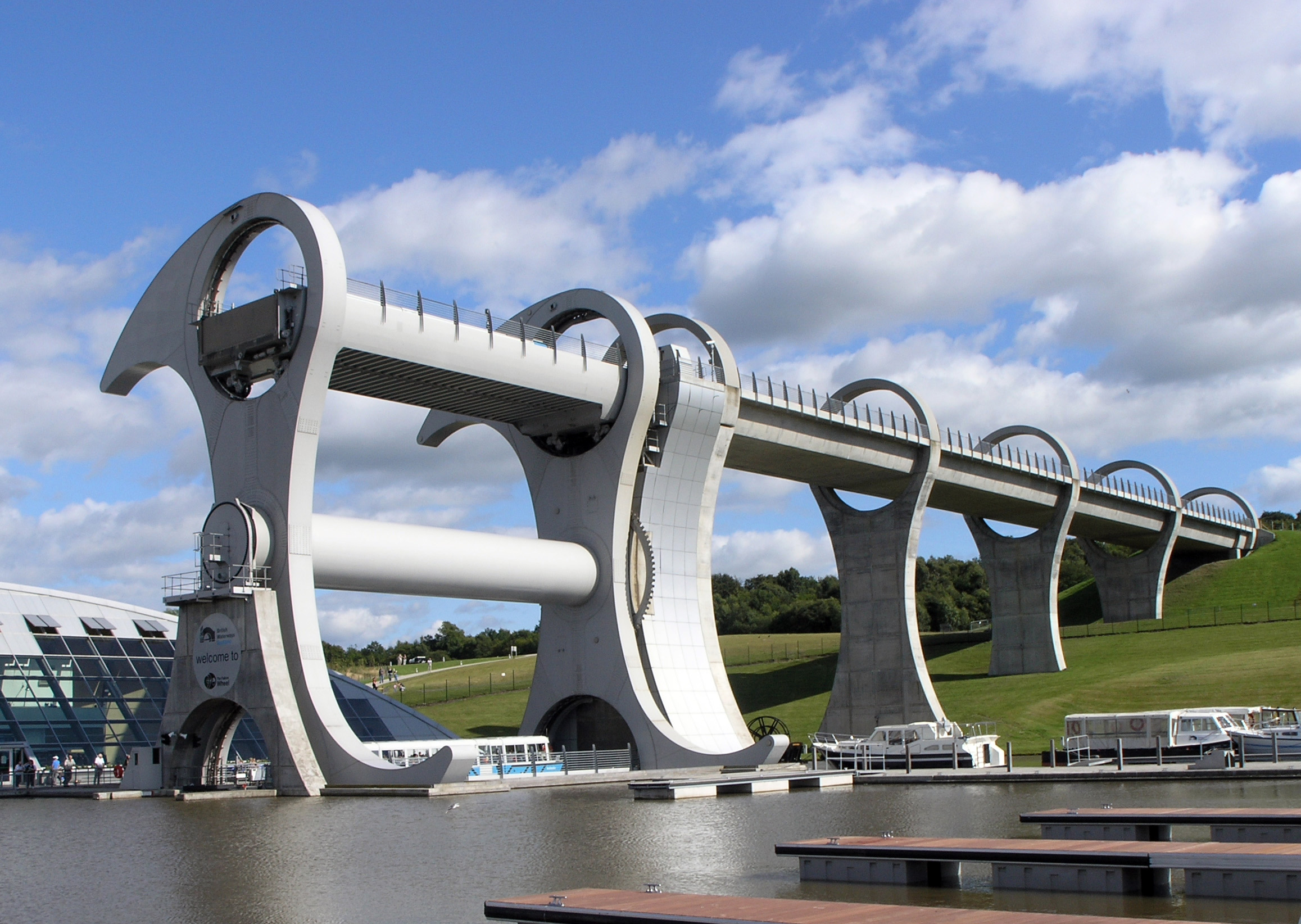
La roue de Falkirk.

Le Millennium Link est l'un des plus grands projets d'ingénierie jamais entrepris par British Waterways. L'Union Canal et le Forth and Clyde Canal sont reliés par une série d'écluses. Le projet Millennium Link remplace l'écluse par un ascenseur à bateaux ingénieux et unique, la roue de Falkirk.
Le projet est lancé en octobre 1994, et il a reçu une subvention de 32 millions de livres de la Commission du Millénaire. Le coût total du projet est de 78 millions de livres.